# 亞尼夫卡河
亞尼夫卡河（烏克蘭語：Янівка），是烏克蘭東北部的河流，屬於斯維薩河的左支流。該河發源自亚尼夫卡以南，流經蘇梅州的紹斯特卡區，河道全長14公里。